# Estación Shimouwa

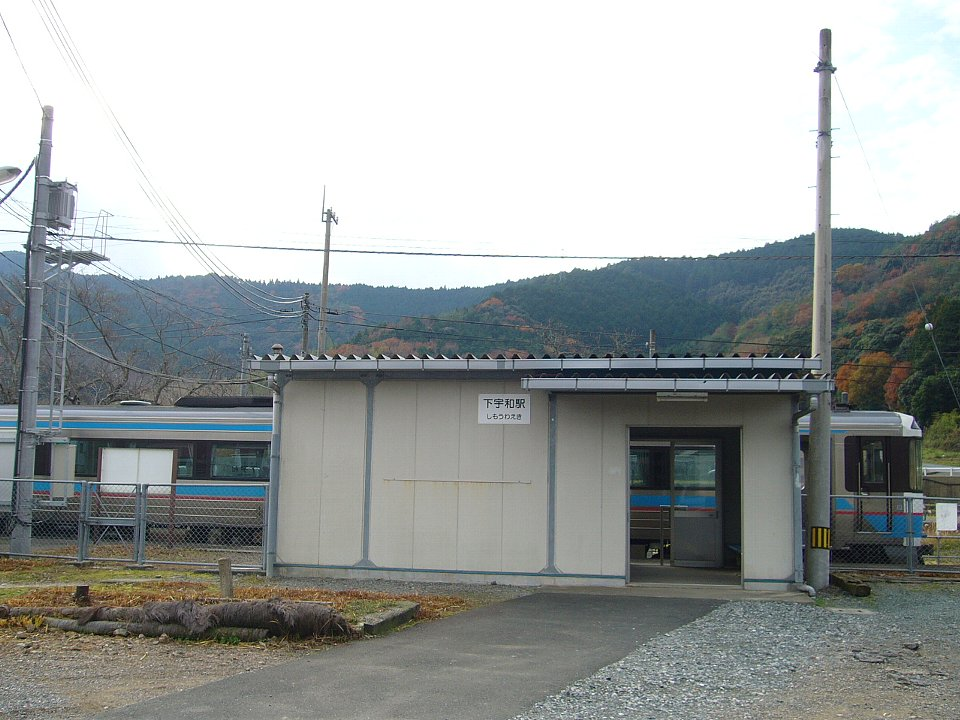
Refugio de la estación de Shimouwa

La estación Shimouwa (下宇和駅 Shimo'uwa-eki?) es una estación de la línea Yosan de la Japan Railways que se encuentra en la ciudad de Seiyo de la prefectura de Ehime. El código de estación es el "U23".

## Estación de pasajeros
Cuenta con una plataforma, la cual posee un único andén (andén 1).

### Andén
| 1 | ● Línea Yosan | Hacia Yawatahama, Ōzu, Uchiko, Iyo y Matsuyama (los servicios rápidos no se detienen) |
| 1 | ● Línea Yosan | Hacia Uwajima (los servicios rápidos no se detienen)                                  |

## Alrededores de la estación
- Paso de Hoketsu (法華津峠 Hoketsu-tōge?)

## Historia
- 1941: el 2 de julio se inaugura la estación.
- 1987: el 1° de abril pasa a ser una estación de la división Ferrocarriles de Pasajeros de Shikoku de la Japan Railways.

## Estación anterior y posterior
- Línea Yosan 
  - Estación Unomachi (U22)  <<  Estación Shimouwa (U23)  >>  Estación Tachima (U24)